# Barbara Bredero
Barbara Bredero (Drunen, 30 november 1962) is een Nederlands film- en televisieregisseur. Ze regisseerde diverse films en series, waaronder de eerste drie Mees Kees-films, Taal is zeg maar echt mijn ding en Maud & Babs. 

## Levensloop
Ze leerde het filmvak in de praktijk. Na haar studie Theater- Film/Televisiewetenschappen werkte ze onder andere met Heddy Honigmann, Theo van Gogh, Ruud van Hemert en Johan Nijenhuis.
Daarna begon ze zelf te regisseren, aanvankelijk voor tv-series zoals Meiden van De Wit, Westenwind, Floor Faber, Bradaz en Het Klokhuis. En in 2020 bijvoorbeeld Kerstgezel.nl en Dertigers. Ze was creative director van de dagelijkse tv-serie VRijland en regisseerde in Suriname de Nederlands-Surinaamse tv-serie Sammy Paramaribo. Deze tv-serie werd bekroond met de publieksprijs 2016 Cinekid, werd geprogrammeerd voor het Educatieprogramma NFF en TIFF Toronto en werd geselecteerd voor 8 internationale festivals.
Haar eerste korte film Liefs uit de Linnaeusstraat, een ode aan Theo van Gogh, verscheen in 2005. In 2008 volgt haar speelfilmdebuut met de jeugdfilm Morrison krijgt een zusje. Bredero regisseerde daarna de eerste drie zeer succesvolle speelfilms in de Mees Kees-reeks: Mees Kees (2012), Mees Kees op kamp (2013) en Mees Kees op de planken (2014). Deze drie Mees Kees films behaalden alle drie meer dan 600.000 bezoekers.
Voor haar speelfilms heeft ze vele nationale en internationale prijzen gewonnen, zowel publieks- als juryprijzen. Verder heeft Barbara Bredero ook internationaal zitting gehad in de jury’s van de filmfestivals van Cairo en Zlin.
Latere speelfilms zijn de jeugdfilm Dikkertje Dap (2017) naar het versje van Annie M. G. Schmidt en de feelgood-komedie Taal is zeg maar echt mijn ding (2018), geïnspireerd op het gelijknamige boek van Paulien Cornelisse. 
Ze regisseerde ook alle afleveringen van de Omroep MAX-serie Maud & Babs, een lichte komedie over een gezin dat uitvogelt hoe ze om moeten gaan met mantelzorg. Met in de hoofdrollen Loes Luca als moeder en Rifka Lodeizen en Kim van Kooten als dochters.

## Filmografie

### Film
- 2005: Liefs uit de Linnaeusstraat
- 2008: Morrison krijgt een zusje
- 2012: Mees Kees
- 2013: Mees Kees op kamp
- 2014: Mees Kees op de planken
- 2017: Dikkertje Dap
- 2018: Taal is zeg maar echt mijn ding
- 2024: Project Herbert

### Televisie
- 2001-2002: Westenwind, 6 afleveringen
- 2002: Bradaz, 1 aflevering
- 2002: Meiden van De Wit, 4 afleveringen
- 2007: Spoorloos verdwenen, 2 afleveringen
- 2009: Verborgen gebreken, 3 afleveringen
- 2009: Floor Faber, 3 afleveringen
- 2010-2011: VRijland, 20 afleveringen
- 2012: De 4 van Westwijk, 10 afleveringen
- 2015: Sammy Paramaribo, 5 afleveringen
- 2018: Zara en de magische kicksen
- 2019-2020: Dertigers, 7 afleveringen
- 2019: Kerst bij Koosje, 5 afleveringen
- 2020: Kerstgezel.nl, 4 afleveringen
- 2021: Maud & Babs, 8 afleveringen

## Prijzen en nominaties
Met het door haar geregisseerde film Dikkertje Dap uit 2017 werd ze genomineerd voor Cinekid juryprijs 2017, voor de Kristallen Beer op het Internationaal filmfestival van Berlijn 2018 in Berlijn en voor de Publieksprijs Gouden Kalf op het Nederlands Film Festival 2018. Ze wist deze nominaties niet te verzilveren. De film werd wel in 2018 op het 13e International Film Festival In the Family Circle in de Russische stad Jaroslavl bekroond met zowel de juryprijs als de publieksprijs.
Het door haar geregisseerde film Taal is zeg maar echt mijn ding werd in oktober 2018 in Los Angeles tijdens het Glendale International Filmfestival bekroond met vier prijzen in de categorieën Beste film, Beste film door een vrouw gemaakt,  Beste regisseur en Best hoofdrolspeelster door Fockeline Ouwerkerk.
Haar Telefilm Project Herbert werd in 2024 genomineerd voor een Gouden Kalf op het NFF . 